# عزب مصطفى
عزب مصطفى مرسي وشهرته عزب مصطفى، عضو سابق عن العمال بـمجلس الشعب المصري لعدة دورات برلمانية متتالية (2000 - 2005) و (2005 - 2010) و (2012) عن دائرة الجيزة و عضو الكتلة البرلمانية للإخوان المسلمين بمجلس الشعب بعد ثورة ثورة 25 يناير. يعمل باحث أول للتنمية الإدارية.

## المؤهلات الدراسية
- بكالوريوس إدارة الأعمال - جامعة حلوان.
- دبلوم في التنظيم والإدارة - جامعة عين شمس.
- دبلوم في الدراسات الإسلامية.
- ليسانس حقوق - جامعة القاهرة.

## العمل السياسي والعام
- مرشح بانتخابات المحليات 1992م.
- مرشح بانتخابات مجلس الشعب 1995م.
- رئيس مجلس إدارة الجمعية القومية للتنمية ومكافحة البطالة.
- عضو مجلس الشعب للفصل التشريعي الثامن (2000- 2005).
- عضو مجلس الشعب للفصل التشريعي التاسع (2005- 2010).
- عضو أول مجلس شعب منتخب بعد ثورة 25 يناير (2012).

## أهم أعماله
شارك «عزب مصطفى» في مجلس الشعب المصري لعدة دورات برلمانية وكان له العديد من المقترحات مثل التقدم بمشروع لضوابط عملية الخصخصة بما يضمن حقوق العمال.

## وصلات خارجية
- إخوان أون لاين -برلمان 2005